# Fleuronné

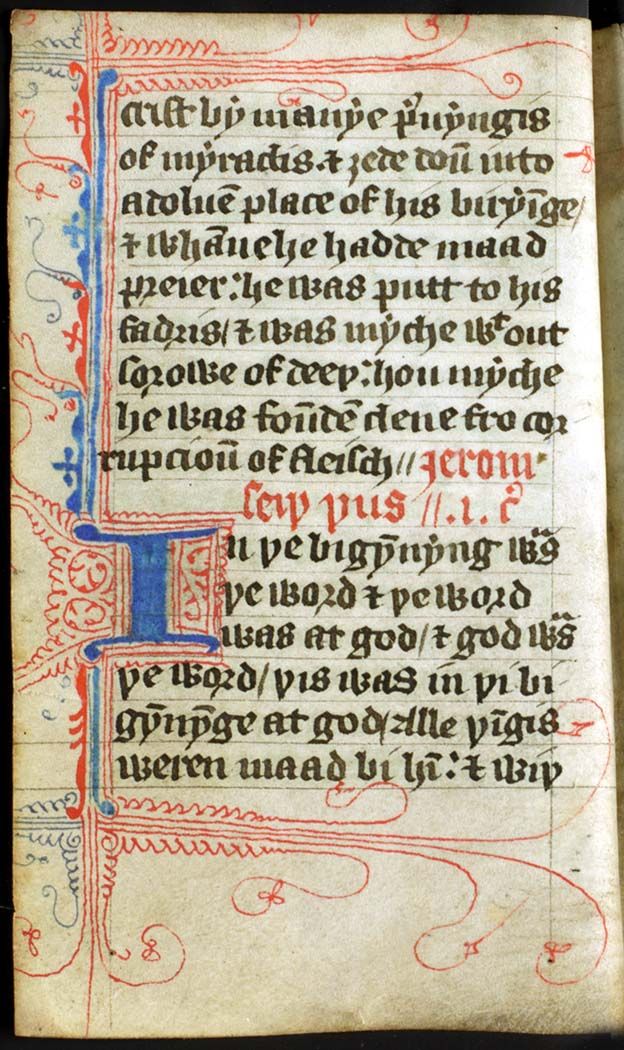
Einfache Fleuronnée-Initialen und rote Rubrizierungen waren für die gesamte gotische Zeit typisch (englische Handschrift, spätes 14. Jahrhundert)

Als Fleuronné (auch Fleuronnée, französisch für „geblümt“) wird ein Ornament der Buchmalerei bezeichnet, das die Initialen einer Handschrift schmückt. Erstmals wurde es im 12. Jahrhundert in französischen Manuskripten verwendet und war typisch für die gotische Buchmalerei. Das Fleuronné ist meist in einer anderen Farbe gehalten als die Initiale und besteht aus stilisierten Pflanzenformen wie Blättern, Ranken, Knospen oder Dornen. Bei einfachem Fleuronné ist die Verwendung von Rot und Blau typisch. Von den Initialen gehen häufig Fleuronné-Stäbe aus, die an der Kolumne entlangführen.